# Rozseč (powiat Igława)
Rozseč – gmina w Czechach, w powiecie Igława, w kraju Wysoczyna.
1 stycznia 2017 gminę zamieszkiwało 179 osób, a ich średni wiek wynosił 40,7 roku.